# Warum ist die Banane krumm?
Warum ist die Banane krumm? ist eine 1971 im Wagenbach-Verlag erschienene Langspielplatte für Kinder. Sie besteht aus elf gesprochenen separaten Texten und Liedern, die jeweils durch einen Kinderreim getrennt sind. Mitgewirkt haben als Autoren, Sprecher oder Sänger die Schriftsteller Peter Bichsel, Peter Rühmkorf, Ernst Jandl, Günter Herburger, Reinhard Lettau, Christa Reinig und Günter Bruno Fuchs sowie der Liedermacher und Schriftsteller Wolf Biermann und die Politrock-Gruppe Floh de Cologne.

## Inhalt
Die Texte waren für die damaligen Verhältnisse unkonventionell und teilweise auch experimentell. Die als „Kindermund“ bezeichneten Kinderreime wurden von Peter Rühmkorf zusammengestellt, der sie 1967 im Kapitel „Kinder unter sich“ seines Buchs Über das Volksvermögen gesammelt vorgestellt hatte. Sie zeichnen sich durch einen oft frechen, respektlosen Tonfall aus, mit dem sie Eltern und gesellschaftliche Institutionen behandeln und Tabuthemen aufgreifen. Der erste Kinderreim lieferte zudem den Titel der Langspielplatte:
„Warum?
Ist die Banane krumm
Ja, wenn die Banane gerade wär
dann wär es ja keine Banane mehr“.

### Tracks
1. Kindermund (0:10)
2. Günter Bruno Fuchs: Aus dem Notizbuch des Abendkönigs (7:36)
3. Kindermund (0:08)
4. Wolf Biermann: Erster Mai (0:58)
5. Kindermund (0:13)
6. Günter Herburger: Birne macht Reklame (5:09)
7. Kindermund (0:19)
8. Ernst Jandl: Gedichte für Kinder (4:38)
9. Kindermund (0:21)
10. Reinhard Lettau: Auftritte verschiedener Herren (3:18)
11. Kindermund (0:11)
12. Peter Rühmkorf: Altes und Neues (1:14)
13. Kindermund (0:05)
14. Floh De Cologne Scheißschlamassellied (4:31)
15. Kindermund (0:10)
16. Peter Bichsel: Ein Tisch ist ein Tisch (7:46)
17. Kindermund (0:09)
18. Christa Reinig: Die Fliege/Der Fischotter (2:04)
19. Kindermund (0:23)
20. Wolf Biermann: Das Märchen vom Märchenerzähler (4:55)
21. Kindermund (0:14)
22. Peter Rühmkorf: Abzählverse (4:14)

## Rezeption
Die Platte wurde in literarisch gebildeten linksorientierten Kreisen weitgehend positiv bewertet und als antiautoritäres Meisterwerk gesehen.
Zwei Jahre nach ihrem Erscheinen löste sie jedoch in Fredenbeck in Niedersachsen einen Schulskandal aus, der landesweite Beachtung fand. Nachdem die Grundschullehrerin Annegret Oellrich die Platte, die ihr auf einer Fortbildung empfohlen worden war, in ihrer vierten Klasse vorgespielt hatte, kam es zu Protesten von Eltern. Diese gipfelten schließlich in einem zweitägigen Schulstreik, Pornographievorwürfen und einer Anzeige wegen Beleidigung gegen die Lehrerin. Im Rahmen der Anzeige wegen Beleidigung ermittelte die Staatsanwaltschaft zwischenzeitlich sogar wegen Unzucht mit Abhängigen.